# Jun Kamita
Jun Kamita (japanisch 嘉味田 隼 Kamita Jun; * 17. Januar 1992 in Wakayama) ist ein ehemaliger japanischer Fußballspieler.

## Karriere
Kamita erlernte das Fußballspielen in der Jugendmannschaft von Vissel Kōbe. Hier unterschrieb er 2010 auch seinen ersten Vertrag. Der Verein spielte in der höchsten Liga des Landes, der J1 League. Für den Verein absolvierte er drei Erstligaspiele. 2013 wechselte er auf Leihbasis zum Zweitligisten Gainare Tottori. Nach Vertragsende bei Vissel war er von  Januar 2014 bis Dezember 2014 vertrags- und vereinslos. 2015 nahm ihn Arterivo Wakayama unter Vertrag. Ende 2018 beendete er seine Karriere als Fußballspieler.